# بريجيت سكاي
بريجيت سكاي (بالألمانية: Brigitte Skay)‏ هي ممثلة ألمانية، ولدت في 18 يوليو 1940 بمانهايم في ألمانيا، وتوفيت في 19 نوفمبر 2012 بفاينهايم في ألمانيا.

## وصلات خارجية
- بريجيت سكاي على موقع IMDb (الإنجليزية)
- بريجيت سكاي على موقع ألو سيني (الفرنسية)
- بريجيت سكاي على موقع أول موفي (الإنجليزية)
- بريجيت سكاي على موقع قاعدة بيانات الفيلم (الإنجليزية)
- بريجيت سكاي على موقع كينوبويسك (الروسية)